# Greggmar Swift
Greggmar Swift, född 16 februari 1991, är en friidrottare från Barbados. Han deltog vid olympiska sommarspelen 2012.